# Список послов России и СССР в Испании
В статье представлен список послов России и СССР в Испании.

## Хронология дипломатических отношений
- Июль 1722 г. — установлены дипломатические отношения.
- 1723 г. — открыто российское консульство в Кадисе.
- 1730 г. — дипломатические отношения прерваны Испанией.
- 1759 г. — дипломатические отношения восстановлены.
- 15 июля 1799 г. — дипломатические отношения прерваны Испанией.
- 14 мая 1802 г. — дипломатические отношения восстановлены.
- 1835 г. — дипломатические отношения прерваны Россией.
- 1856 г. — дипломатические отношения восстановлены.
- 1899 г. — миссии преобразованы в посольства.
- 26 октября 1917 г. — дипломатические отношения прерваны после Октябрьской революции.
- 28 июля 1933 г. — установлены дипломатические отношения на уровне посольств.
- 1937 — открыто полпредство СССР при республиканском правительстве в Мадриде.
- Март 1939 г. — дипломатические отношения прерваны после прихода к власти в Испании Ф. Франко.
- 9 февраля 1977 г. — дипломатические отношения восстановлены.

## Список послов
| Срок полномочий                    | Посол                                 | Годы жизни | Вручение верительных грамот | Комментарии                              |
| ---------------------------------- | ------------------------------------- | ---------- | --------------------------- | ---------------------------------------- |
| Российская империя                 |                                       |            |                             |                                          |
| 1721                               | Пётр Петрович Бредаль                 | 1683—1756  |                             | С дипломатическим поручением             |
| 22 апреля 1722 — 12 февраля 1726   | Сергей Дмитриевич Голицын             | 1796—1738  |                             | Посланник                                |
| 12 февраля 1726 — 20 апреля 1730   | Иван Андреевич Щербатов               | 1696—1761  |                             | Посланник                                |
| 1742 — 1743                        | Алексей Михайлович Пушкин             |            |                             | Посланник, верительные грамоты не вручал |
| 4 июля 1760 — 23 января 1763       | Пётр Иванович Репнин                  | 1718—1778  |                             | Посланник                                |
| 23 января 1763 — 13 января 1766    | Пётр Александрович Бутурлин           | 1734—1787  |                             | Посланник                                |
| Июнь 1765 — август 1767            | Николай Константинович Хотинский      | 1780—1863  |                             | Поверенный в делах                       |
| 13 января 1766 — 6 августа 1772    | Оттон-Магнус Штакельберг              | 1736—1800  |                             | Посланник                                |
| Май 1771 — 21 мая 1773             | Иван Севастьянович Рикман             |            |                             | Поверенный в делах                       |
| 8 сентября 1772 — 1 мая 1792       | Степан Степанович Зиновьев            | 1740—1794  |                             | Посланник                                |
| Июнь 1792 — 15 июля 1799           | Николай Николаевич Бюцов              | 1750—1823  |                             | Поверенный в делах                       |
| 1794 — 1797                        | Алексей Иванович Криденер             | 1746—1802  |                             | Посланник                                |
| 1798 — 1799                        | Иван Матвеевич Симолин                | 1720—1799  |                             | Посол, к месту службы не выезжал         |
| 23 января 1802 — 17 апреля 1805    | Иван Матвеевич Муравьев-Апостол       | 1762—1851  |                             | Полномочный министр                      |
| 18 апреля 1805 — 4 февраля 1810    | Григорий Александрович Строганов      | 1770—1857  |                             | Полномочный министр                      |
| 12 февраля 1810 — 11 апреля 1811   | Николай Григорьевич Репнин-Волконский | 1778—1845  |                             | Полномочный министр                      |
| 11 апреля 1811 — 20 сентября 1812  | Павел Осипович Моренгейм              | 1785—1832  |                             | Поверенный в делах                       |
| 15 сентября 1815 — 23 июля 1821    | Дмитрий Павлович Татищев              | 1767—1845  |                             | Посланник                                |
| 23 июля 1821 — 5 апреля 1824       | Марк Николаевич Булгари               |            |                             | И. д. поверенного в делах                |
| 5 апреля 1824 — 30 мая 1835        | Пётр Яковлевич Убри                   | 1774—1847  |                             | Посланник                                |
| 5 декабря 1856 — 17 марта 1860     | Михаил Александрович Голицын          | 1804—1860  |                             | Посланник                                |
| 4 февраля 1861 — 11 августа 1862   | Эрнест Густавович Штакельберг         | 1813—1870  |                             | Посланник                                |
| 11 августа 1862 — 1 января 1870    | Александр Никитич Волконский          | 1811—1878  |                             | Посланник                                |
| 3 апреля 1871 — 8 декабря 1878     | Христиан Емельянович Кудрявский       | 1815—1878  |                             | Посланник                                |
| 11 января 1879 — 26 января 1896    | Михаил Александрович Горчаков         | 1839—1897  |                             | Посланник                                |
| 9 февраля 1896 — 1 января 1905     | Дмитрий Егорович Шевич                | 1839—1906  |                             |                                          |
| 1 января 1905 — 1909               | Артур Павлович Кассини                | 1835—1919  |                             |                                          |
| 1909 — 1916                        | Фёдор Андреевич Будберг               | 1851—1916  |                             |                                          |
| 1916 — 3 марта 1917                | Иван Александрович Кудашев            | 1859—1933  |                             |                                          |
| Временное правительство России     |                                       |            |                             |                                          |
| Март 1917 — апрель 1917            | Иван Александрович Кудашев            | 1859—1933  |                             |                                          |
| Апрель 1917 — июль 1917            | Анатолий Васильевич Неклюдов          | 1856—1943  |                             |                                          |
| Июль 1917 — 26 октября 1917        | Михаил Александрович Стахович         | 1862—1923  |                             |                                          |
| СССР                               |                                       |            |                             |                                          |
| 20 августа 1933 — 26 декабря 1933  | Анатолий Васильевич Луначарский       | 1875—1933  |                             | Полномочный представитель                |
| 28 августа 1936 — 19 февраля 1937  | Марсель Израилевич Розенберг          | 1896—1938  | 31 августа 1936             | Полномочный представитель                |
| 19 февраля 1937 — 17 июня 1937     | Леон Яковлевич Гайкис                 | 1898—1937  | 16 марта 1937               | Полномочный представитель                |
| 1937 — март 1939                   | Сергей Григорьевич Марченко           | 1901—1941  |                             | Поверенный в делах                       |
| 19 февраля 1977 — 9 октября 1978   | Сергей Александрович Богомолов        | 1926—2004  | 16 марта 1977               |                                          |
| 9 октября 1978 — 24 апреля 1986    | Юрий Владимирович Дубинин             | 1930—2013  | 26 октября 1978             |                                          |
| 24 апреля 1986 — 25 декабря 1991   | Сергей Калистратович Романовский      | 1923—2003  |                             |                                          |
| Российская Федерация               |                                       |            |                             |                                          |
| 25 декабря 1991 — 5 июля 1994      | Игорь Сергеевич Иванов                | 1945—      |                             |                                          |
| 13 сентября 1994 — 20 октября 1999 | Виктор Георгиевич Комплектов          | 1932—2020  |                             |                                          |
| 20 октября 1999 — 30 апреля 2002   | Борис Григорьевич Майорский           | 1937—      |                             |                                          |
| 30 апреля 2002 — 9 июня 2005       | Михаил Леонидович Камынин             | 1956—      |                             |                                          |
| 9 июня 2005 — 20 февраля 2012      | Александр Игоревич Кузнецов           | 1951—      | 26 сентября 2005            |                                          |
| 20 февраля 2012 — 18 ноября 2022   | Юрий Петрович Корчагин                | 1950—      | 13 июня 2012                |                                          |
| 18 ноября 2022 — настоящее время   | Юрий Николаевич Клименко              | 1959—      | 20 апреля 2023              |                                          |